# Bremer Reedereien

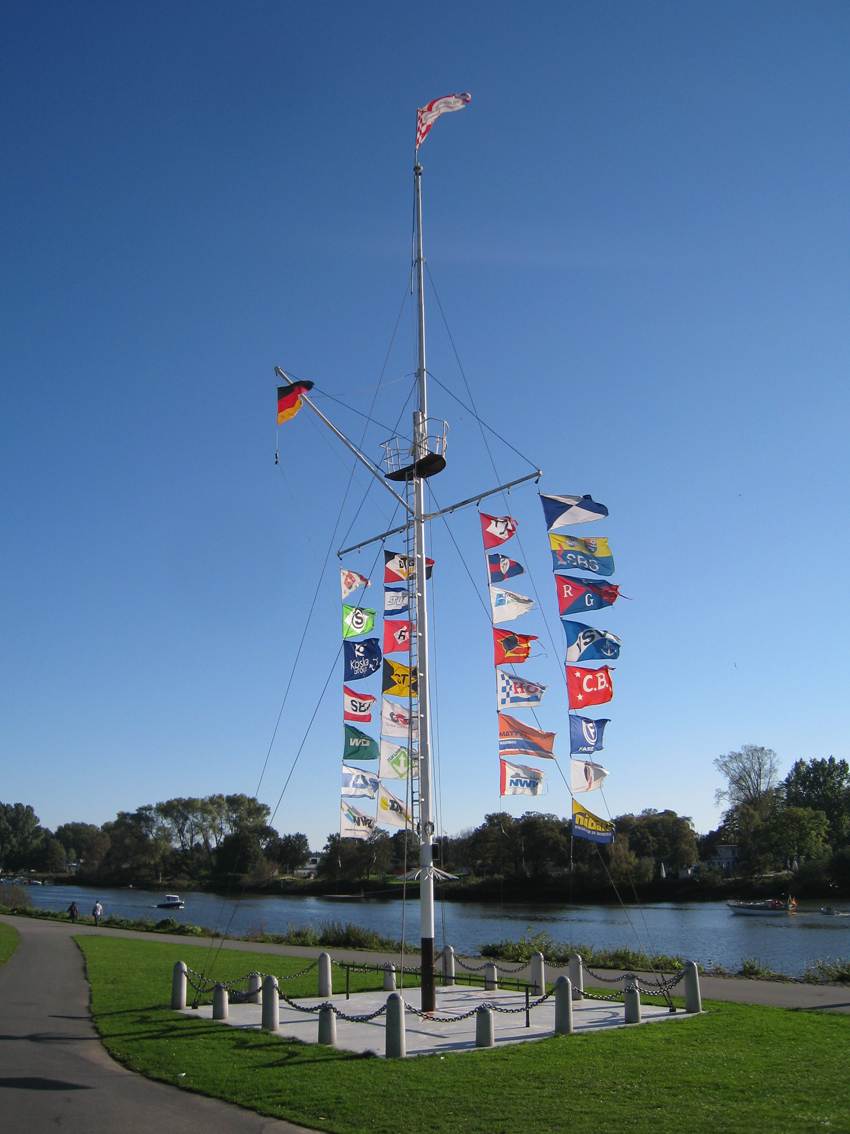
Flaggenmast Bremer Reedereien und Binnenschiffer am Osterdeich

Die Bremer Reedereien haben in der Hansestadt Bremen und der Seestadt Bremerhaven mit ihrer Lage an der Weser und der Nordsee und den Bremischen Häfen eine traditionell große Bedeutung. Eine Reederei ist ein Transport- und Schifffahrtsunternehmen im Bereich der See- und Binnenschifffahrt.
Bremen war der Standort von mehreren Großreedereien. Die bedeutendsten waren der Norddeutsche Lloyd (NDL) sowie die Deutsche Dampfschifffahrts-Gesellschaft „Hansa“ und die Neptunreederei.

## Geschichte der Reedereien

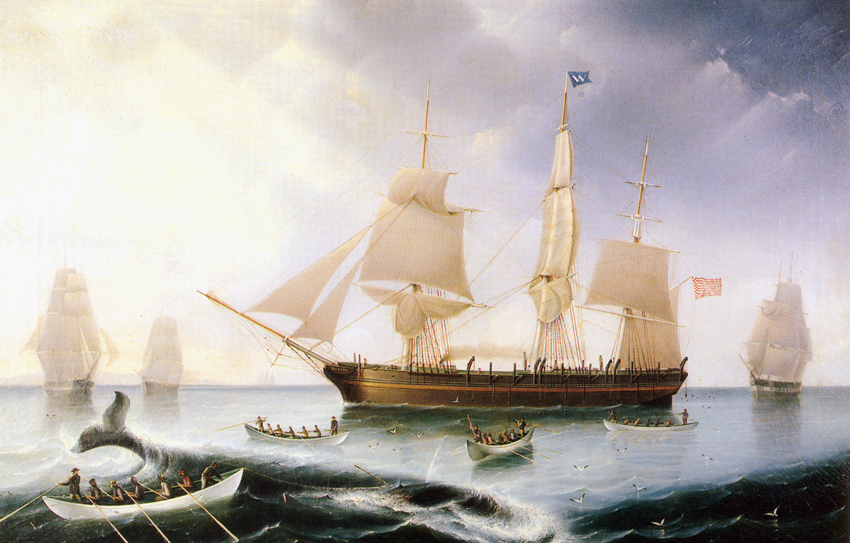
Bremer Walfangflotte um 1840, Vollschiff Europa(I) von Wätjen im Vordergrund

Die Reederei F. A. Vinnen & Co. von 1819 wurde als Reederei E. C. Schramm & Co. gegründet und gilt als die älteste bestehende Reederei Bremens. Zu den älteren Reedereien zählen die Reederei Johann Lange Sohn’s Wwe. & Co. von 1642, Cassel & Traub von 1777, die Reederei Friedrich Schröder vom Anfang des 19. Jahrhunderts, die Reederei D. H. Wätjen und Co. von 1821, der Norddeutsche Lloyd (NDL) von 1857 und die Reederei Bischoff von 1859.

### 16. bis 18. Jahrhundert
Nach dem Seepassregister 1594/95 fuhren jährlich ca. 88 Bremer Seeschiffe mit einer Tragfähigkeit von 2466 Bremer Last, wobei die Hollandfahrten mit 38 Schiffen und 846 Last dominierten sowie die Ostseefahrt mit um die 20 bis 25 Schiffe. 1612 fuhren schon rund 100 Bremer Schiffe mit rund 3140 Last auf See. Die Bremer Ostseefahrt nahm um 1630 bis 1647 stark zu und verlagerte sich nachdem die Küstenstädte im schwedischen Zollgebiet lagen nach England und Frankreich.

Durch englisch/niederländische Seekriege bis 1675 sowie durch den Elsflether Weserzoll verringerte sich die Bremer Flotte 1658/59 auf nur noch 58 Schiffe mit 1835 Last und wuchs dann kontinuierlich bis 1673 auf 66 Einheiten und 3099 Last.

Die Grönlandfahrt beeinträchtigte zunächst die Bremer Reeder bis Bremer Kaufleute zwei Grönländische Companien gründeten. Nach 1674/76 wurden jedoch weniger Schiffe in der Frachtfahrt eingesetzt: 1685 mit 46 und 1693 mit 34 Frachtschiffen. 1702 umfasste die Bremer Handelsflotte 71 Einheiten bei durchschnittlich 65 Last pro Schiff mit 52 Kauffahrtsschiffen und 19 Grönlandfahrern. Die Tragfähigkeit hatte sich in den hundert Jahren mehr als verdoppelt.
Als Bremer Schiffsbestand wurde um die Jahrhundertwende vom 18. zum 19. Jahrhundert folgender Bestand registriert:
| Jahr | Schiffsbestand | davon Bodmerei |
| ---- | -------------- | -------------- |
| 1778 | 96             | 79             |
| 1797 | 140            | 82             |
| 1789 | 159            | 101            |
| 1801 | 177            | 106            |
| 1807 | 175            | 101            |
| 1815 | 118            | 68             |

Um die rund 60 % der Schiffe fuhren in der Bodmerei, also als Schiffe unter einem Darlehensvertrag nach historischem Seehandelsrecht.
Fahrgebiete Bremer Schiffe waren um 1778 bis 1788 Spanien, Portugal, Frankreich, Großbritannien, Irland, Norwegen, Grönland und die Ostseeanrainerstaaten. Dabei waren bei rund 1060 einkommenden Schiffen die Häfen Liverpool (69), London (82), Bayonne (85), Bordeaux (318), Nantes (47), Archangelsk (51), Liebau (90), Riga (74) und Kalmar (38) bedeutsam und bei rund 1150 ausgehenden Schiffen zusätzlich noch Danzig (46), Memel (142), Wiborg (36) und St. Petersburg (21).
Walfang: Auch Bremer Fischer nahmen im 18. Jahrhundert am lohnenden Walfang durch Grönlandfahrten teil. Dazu gründeten einige Kaufleute zwei Grönländische Companien, deren sechs Schiffe „mit reichem Segen heimkehrten“. 1081 bremische Fangschiffe fuhren trotz Treibeis, Packeis, gewaltigen Nordstürmen und Skorbut in der Zeit von 1695 bis 1798 ins Polarmeer. 22 Schiffe blieben auf See; die meisten wurden vom Packeis zerdrückt.

### 19. Jahrhundert

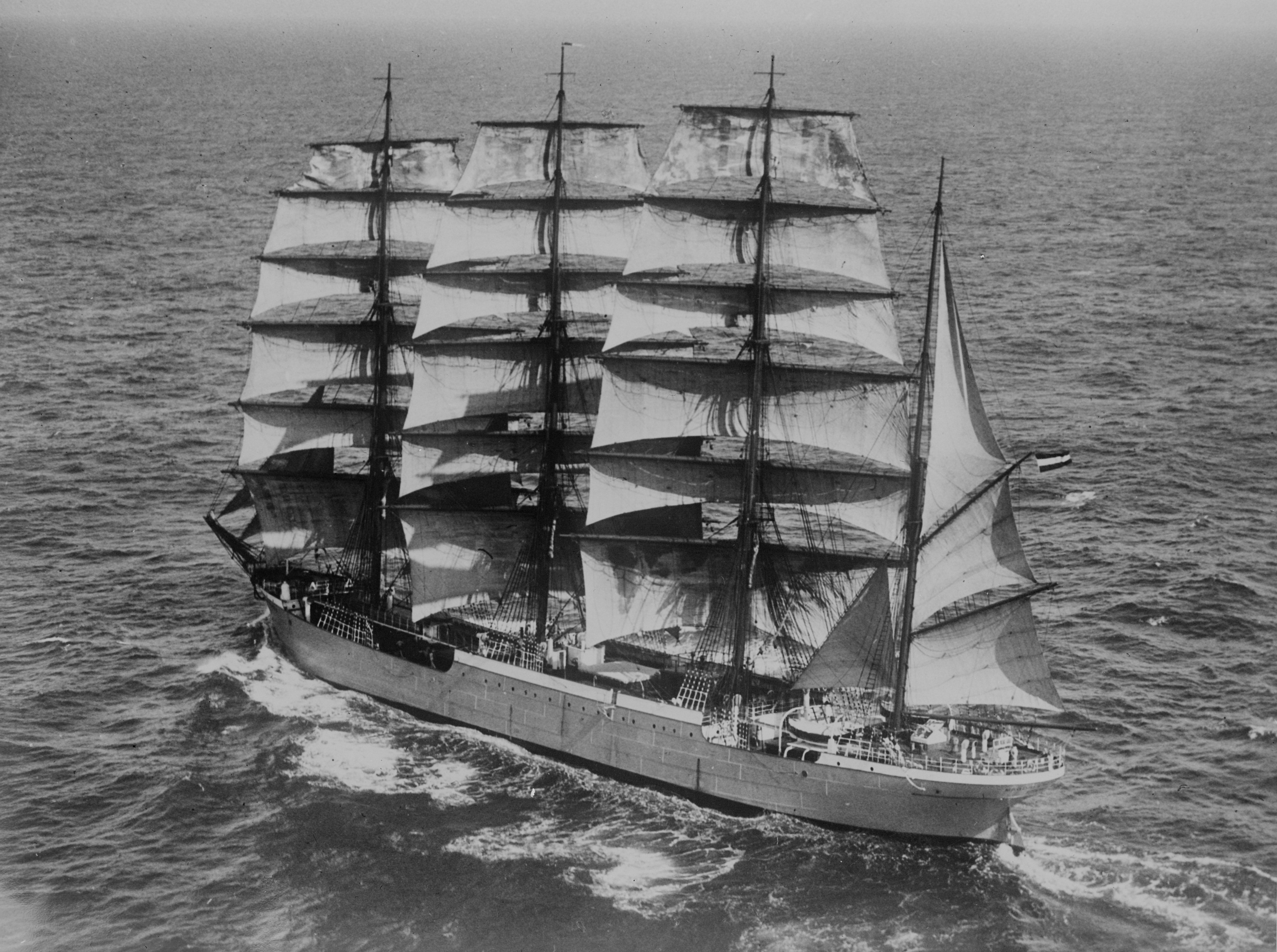
Magdalene Vinnen (1933), heute: Sedov

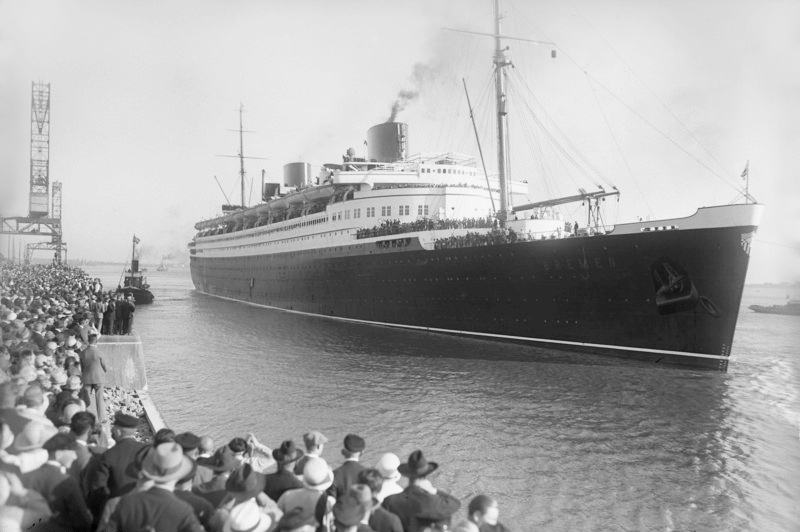
Schnelldampfer Bremen, 1931

In den 1820er Jahren waren 90 Segelschiffe in Bremen registriert. 1880 zählte die bremische Handelsflotte 324 Seeschiffe, davon 68 Dampfer. 1884 waren es 356 Seeschiffe. Mit der Umstellung von Segelschiffen auf Dampfschiffe ging die Zeit der typischen Kaufmannsreeder als Personengesellschaften zu Ende. Die hohen Baukosten für Dampfschiffe beförderten wegen des Kapitalaufkommens den Zusammenschluss von Kaufmannsreedern wie Meier, Wätjen, Vietor oder Melchers, zu Reedereigesellschaften, wie dem Norddeutschen Lloyd, der Dampfschifffahrtgesellschaft „Neptun“ oder der Deutschen Dampfschifffahrtsgesellschaft „Hansa“ in der Zeit von 1857 bis 1881.
Mit Gründung des Norddeutschen Bundes am 1. Juli 1867 verschwand die Bremer Flagge am Heck der Flotte und die Schiffe führten ab dann die Schwarz-Weiß-Rote Flagge.
Trotz des Beitritts Bremen von 1882 in das Reichszollgebiet, der 1888 vollzogen wurde, traten nicht die befürchteten Nachteile für Handel und Schifffahrt ein. Bremens Wirtschaft konnte sich ungehindert von hemmenden Zollschranken frei entfalten. 1883 wurde mit der Weserregulierung und 1885 mit dem Bau des Freihafens (später Europahafen genannt) begonnen. Seit 1885 wurde der Reichspostdampferdienst gesetzlich subventioniert und der Norddeutschen Lloyd mit der Durchführung des Linienverkehrs mit Ostasien und Australien beauftragt.
Die Kolonialpolitik des Deutschen Reiches seit den 1880er Jahren stärkte das Bremer Reedereiwesen. 1890 hatte die Bremer Seeflotte 212 Segelschiffe, und 130 Dampfschiffe.

### 20. Jahrhundert
Bei Ausbruch des Ersten Weltkrieges verfügte die bremische Handelsflotte über 446 Schiffe mit fast 1,5 Mio BRT. Die Niederlage führte zum Verlust der bremischen Handelsschifffahrt. Handels- und Schiffsverkehr konnten nach 1921 wieder an Bedeutung gewinnen. Um 1933 fuhren für bremische Schifffahrtsunternehmen Schiffe mit rund 1,3 Mio. BRT Schiffstonnage.
Im und nach dem Zweiten Weltkrieg hatte die bremische Flotte schwere Verluste durch Kriegszerstörung, Requirierung oder Reparationsleistungen hinzunehmen.
Seit den 1950er Jahren konnte die bremische Flotte wieder an Fahrt gewinnen. Zu Beginn der 1970er Jahre verschärfte sich die Konkurrenz in der Weltschifffahrt. Der Anteil der deutschen Tonnage am Frachtenmarkt sank. 1970 fusionierten NDL und HAPAG zur Großreederei Hapag-Lloyd AG.
Der Container bzw. die Containerisierung veränderte entscheidend den Transport von Stückgütern per Schiff. 1966 legte das erste Containerschiff in Bremen an. Die Neustädter Häfen wurden in den 1960er Jahren gebaut, vorwiegend für Containerschiffe. Es folgte in den 1970er Jahren das Container-Terminal Bremerhaven; damit wurde der Hafen zu einem der größten Containerhäfen der Welt.
1984 fuhren noch 150 Schiffe unter Bremer Flagge. In Deutschland wurde seit 1999 durch eine neue Schifffahrtspolitik eine spezifische „Tonnagesteuer“ eingeführt und die internationalen Wettbewerbsbedingungen verbessert. Die deutsche Handelsflotte wuchs stark.
2012 setzten 41 Bremer Reeder rund 350 Schiffe (= ca. 9 % von Deutschland) mit einer Bruttoraumzahl von rund 6 Mio. BRZ ein.
2014 setzten 30 Bremer Reeder rund 320 Schiffe ein, von 3400 in Deutschland bereederten Schiffen.

## Liste der Reedereien aus Bremen und Bremerhaven
Alphabetische Aufstellung, aktuelle Daten von 2014

Die nicht bremischen Reedereien im Bremer Rhederverein wurden in der Liste aufgenommen.
Hinter dem Namen stehen die bekannten Buchstaben, die in der Flagge oder in der Schornsteinmarke geführt wurden
Ahlmann Transport
Die Reederei Ahlmann Transport KG bestand von 1951 bis 1974.
Alpha Ship
Die Alpha Ship GmbH in Bremen bereederte (2014) 17 Containerschiffe von rund 1100 bis 1800 TEU unter der Flagge von den Marshallinseln.
Anglo-Eastern (Germany)
Die Anglo-Eastern (Germany) mit Sitz in Bremen ist eine 2008 gegründete Tochtergesellschaft der Anglo-Eastern Group aus Hongkong und Mitglied im Bremer Rhederverein.
Aquila Maritime Transport
Das Aquila Maritime Management, gegründet 2005 von Erhard Koschorreck, unterhält Massengut- und Mehrzweckfrachter (2014: Fünf Schiffe).
Argo Reederei
Die Argo Reederei von 1896 bis 2002, zuerst Argo AG, 1936 Argo Reederei Richard Adler & Söhne, fuhr im Linienverkehr nach Großbritannien und hatte Anfang 1960 maximal 35 Schiffe und 53.442 BRT.
Atlas Levante-Linie
Die Atlas Levante-Linie (ALL) von 1935 bis 1967 war eine Linienreederei im Levantegebiet, dem östlichen Mittelmeer. Entstanden aus der Hamburger Deutschen Levante-Linie (DLL) von 1889, die mehrheitlich den beiden deutschen Großreedereien, der Hamburg-Amerika-Linie und dem Norddeutschen Lloyd gehörte. Bei der Ausgliederung von 1935 wurde die ALL in Bremen gegründet mit elf Schiffen des Norddeutschen Lloyds. 1959 übernahm die DDG „Hansa“ die Mehrheit der ALL. 1967 wurde die ALL von der Hamburg-Süd-Gruppe übernommen.
Reederei Helmut Bastian
Die Reederei Helmut Bastian von 1947 bis 1989 besaß zuerst Küstenmotorschiffe, Fischlogger und kleine Containerschiffe, dann auch Gastanker und Frachter. 1983 umfasste die Flotte rund 80.000 tdw.
Beluga Shipping
Die Beluga Shipping wurde 1995 von Niels Stolberg gegründet. 2010 hatte sie 69 Schwergutfrachter. 2009 und 2011 übernahm die US-amerikanische Investmentgesellschaft Oaktree Capital Management Anteile der Reederei; 2011 musste Insolvenz angemeldet werden. Aus Beluga Shipping ging das Unternehmen Hansa Heavy Lift hervor mit Sitz in Hamburg.
Reederei Bischoff/Argo Reederei
Die Reederei Bischoff von 1859 bis 1899, gegründet von Johann Dietrich Bischoff mit einer Trampschifffahrt, die seit 1874 auch Dampfschiffe vorwiegend auf der Ostsee einsetzte. Sein Sohn Friedrich Bischoff (Reeder) (1861–1920) verkaufte die meisten seiner Schiffe an die 1896 gegründete Argo Reederei. Die heutige GmbH bei der Argo bereedert drei Frachtschiffe.
Reederei Carl Borm, (CB), Bremen
Bremen-Mindener Schiffahrts-AG
Die Bremen-Mindener Schiffahrts-AG von 1939 bis 1971 ist aus dem Zusammenschluss der Bremer Schleppschiffahrtsgesellschaft von 1886 und der Mindener Schleppschiffahrtsgellschaft entstanden mit Sitz in Minden. Die Reederei verfügte über bis zu ca. zehn Schlepper.
Bremen-Vegesacker Fischerei-Gesellschaft
Die Bremen-Vegesacker Fischerei-Gesellschaft (BV) war eine Loggerfischerei die von 1895 bis 1969 bestand und zeitweise mit 68 Loggern (1938) die größte Heringsfischerei-Gesellschaft Europas war.
Bremer Bereederungsgesellschaft
Die Bremer Bereederungsgesellschaft (BBG) von 1970 bereedert aktuell 24 (2015) Massengutfrachter als MS Conti-Schiffe. Acht Containerschiffe wurden verkauft bis 2015.
Bremer Dampferlinie Atlas
1905 von der Deutschen Levante-Linie übernommen
Bremer Lloyd Reederei
Die BremerLloyd, 1999 in Bremen gegründet von Herbert Behrens, bereederte 2009 rund 10 Mehrzweckfrachter (Multi Purpose Vessel); 2014 waren es sechs Frachtschiffe.
Bremer Reederei
Die Bremer Reederei Eilemann und Bischoff (E&B) von 1951 war und ist im Liniendienst für Skandinavien tätig. Die Flotte umfasste 2009 acht und 2014 sechs Mehrzweckfrachter.
Bugsier-, Reederei- und Bergungs-Gesellschaft
Die Vereinigte Bugsier-Dampfschiff-Gesellschaft (Bugsier) wurde 1866 in Hamburg gegründet. Wilhelm Schuchmann betrieb seit 1884 in Geestemünde eine Schiffsmaklerei und Ausrüstungsbetrieb. 1926 ging der Hauptteil der Aktien der Hamburger Bugsier in die Hände der Familie Schuchmann über. In Geestemünde, dann Bremerhaven, verblieb ein Teil des Bugsiergeschäfts unter dem Namen des Firmengründers Schuchmann. Die heutige Bugsier besaß 2009 rund 30 See- und Hafenschlepper, den 600 Tonnen Seebergungskran Enak und drei Ölunfallbekämpfungsfahrzeuge.
Bugsiergesellschaft „Union“
Die Bugsiergesellschaft „Union“ war eine von 1873 bis 1914 bestehende Bremer Reederei mit Standorten auch in Nordenham und Geestemünde.
Carl Büttner Reederei
Die Carl Büttner Reederei (CB) wurde 1856 von Carl Dietrich Büttner (1821–1913) in Leer gegründet. 1892 entstand eine Filiale in Bremen, wohin 1933 der Hauptsitz verlegt wurde. Sie war nach 1945 im Bunkergeschäft und nach 1960 mit Öltransporten aktiv. Sie betrieb um 2014 zehn Öltanker mit insgesamt rd. 200.000 tdw.
Dampfschifffahrts-Gesellschaft „Neptun“
Die Dampfschifffahrts-Gesellschaft „Neptun“ von 1873 bis 1974 hatte bis 1914 eine Flotte mit 76 Frachtdampfern mit 78.000 BRT und 1939/40 sogar 87 Schiffen mit 149.000 BRT. Sie wird seit 1973 als Sloman Neptun Schiffahrts-AG weiter geführt.
Dampfschiffsreederei August Cords
Die Dampfschiffsreederei August Cords bestand von 1904 bis 1971 zunächst in Rostock und ab 1951 in Bremen mit nur zwei Schiffen.
Herm. Dauelsberg
Die Firma von Hermann Dauelsberg (D) wurde 1857 in Bremen als Schiffsmaklerei im Auswandererbereich gegründet. Zwischen den Weltkriegen waren über 200 Beschäftigte tätig. Ab 1868 bis 1925 und dann wieder an 1954 bereederte die Firma Frachtschiffe. Nachdem aktuellen Stand (2014) beschäftigt die Reederei derzeit 14 Containerschiffe und vier Bulkcarrier.
Deutsche Dampfschifffahrts-Gesellschaft „Hansa“
Die Deutsche Dampfschifffahrts-Gesellschaft „Hansa“ von 1881 bis 1980 bediente anfänglich Häfen in Skandinavien und Russland. 1913 war sie mit 67 Schiffen die drittgrößte deutsche Reederei. 1939 fuhren 53 Schiffe zum Indischen Ozean, zum Persischen Golf, nach Spanien, Portugal, Nordamerika, Indien und Afrika. 1956 fuhren 44 Schiffe der Hansa, darunter neue Schwergutfrachter; eine Sparte, die ausgebaut wurde.
Deutsche Gesellschaft zur Rettung Schiffbrüchiger
Die Deutsche Gesellschaft zur Rettung Schiffbrüchiger (DGzRS) wurde 1865 gegründet. Sie hat ihren Sitz in Bremen. Die Rettungsflotte umfasst 60 Seenotkreuzer und Seenotrettungsboote auf 54 Stationen zwischen der Ems und der Pommerschen Bucht.
Deutsche Ozean-Reederei
Die Deutsche Ozean-Reederei (DOR) bestand von 1915 bis 1918 und wurde nur zum Zweck des Einsatzes von Handels-U-Booten zur Umgehung der britischen Seeblockade vom Norddeutschen Lloyd und der Deutschen Bank gegründet
Dettmer Reederei
Die B. Dettmer Reederei (D) besteht in Bremen seit 1947 und hat eine Tankschiffsflotte von 25 Einheiten (2014), geeignet für das westeuropäische Kanalgebiet und den Elbeverkehr.
Deutsche Stiftung Sail Training
Die Deutsche Stiftung Sail Training (DSST) von 1986 bereederte die Bark Alexander von Humboldt und seit 2011 die Alexander von Humboldt II.
Doggerbank Seefischerei
Die Doggerbank Seefischerei ist in Bremerhaven beheimatet.
Rolf Faulbaum Reederei, (RF), Bremen,
Betrieb in den 1950er Jahren Küstenmotorschiffe und die Sielwallfähre.
Reederei Eugen Friedrich
Die Reederei Eugen Friederich (F) von 1917 war ab den 1920er Jahren auch im Tankergeschäft tätig. 1965, nach dem Tod des Gründers und dem Verkauf der Schiffe, kamen nun Küstenmotorschiffe zum Einsatz (1982: 14 Kümos). 2009 waren sechs eigene Mehrzweckfrachter und andere Charterschiffe in Deutschland und in Sri Lanka im Einsatz.
Fähren Bremen–Stedingen
Die Fähren Bremen–Stedingen (FBS) von 1993 besitzt die Fähren Juliusplate, Berne-Farge, Lemwerder II, Rönnebeck, Vegesack und Lemwerder im Fährverkehr über die Weser zwischen Bremen-Nord und Niedersachsen.
German Tanker Shipping
Die German Tanker Shipping von 1998 ist die größte Tankerreederei in Deutschland und hatte 2010 etwa 15 Tanker mit rund 470.000 t (dwt).
Gildemeister & Ries
Die Reederei Gildemeister & Ries ging 1825 aus einer 1817 gegründeten Handelsgesellschaft hervor und bestand ab 1897 bis 1925 als Visurgis AG.
Hagens, Anthony & Co.
Die kleine Reederei Hagens, Anthony & Co. wurde 1895 durch Friedrich Wilhelm Hendrik Anthony Hagens in Bremen gegründet, später um eine Spedition erweitert, nach 1945 nur noch Spedition und 1971 in die Lexzau, Scharbau GmbH eingegliedert (Sitze: Langenstraße 38 bzw. 23, Breitenweg 55, Langenstraße 104/106, Martinistraße 57 und Kap-Horn-Straße 18).
Hal över
Die Hal över von 1984 ist eine Reederei für Fahrgastschiffe auf der Weser. 1984 sicherte sie als Verein den Betrieb der Sielwallfähre. 2002 übernahm sie von der Schreiber-Reederei die Schiffe Oceana und Hanseat.
Hansa Heavy Lift
Die Schwergutreederei Hansa Heavy Lift wurde 2011 vom Finanzinvestor Oaktree Capital Management gegründet. Das Unternehmen, das 2012 nach Hamburg umzog, bereedert Schwergutschiffe.
Hansa Mare Reederei
Die Hansa Mare Reederei war von 1992/93 bis um 2018 (Liquidation) Schifffahrtsunternehmen mit Sitz in Bremen. Um 2000 hatte die Reederei ca. zwanzig Schiffe mit einer Gesamtkapazität von 56.873 TEU. 2012 waren noch über acht Panmax-Container-Schiffe mit einer Stellplatzkapazität von insgesamt 32.202 TEU im Bestand. Teile des Schiffsbetriebs werden von den 50%igen Gesellschaftern Hanseatic Lloyd Reederei und der Schlüssel Reederei durchgeführt.
Hanseatic Lloyd Reederei
Die Hanseatic Lloyd Reederei (HLL) in Bremen von 2001 hatte 2009 24 Containerschiffe und sieben Tanker in der Flotte. 2014 waren es elf Containerschiffe in der Größenklasse 4000 bis 4700 TEU sowie zwei Tanker. Die Reederei ist mit der Hansa Mare Reederei im Schiffsbetrieb verbunden.
Hanseatic
Die Hanseatic Schifffahrt und Schiffsmanagement GmbH ist in die Bremer Lloyd Gruppe eingegliedert.
Harren & Partner
Die Harren & Partner Reedereigruppe (H&P) von 1989, Gründer Peter Harren, ist als Reeder tätig, bereedert aber auch fremde Schiffe. Die Flotte besteht (2017) aus insgesamt 70 Handelsschiffen, darunter Schwergutfrachter, Dockschiffe, Tanker, Massengutfrachter und Containerfeeder sowie Heavy Lift Carrier.
Hempel Shipping
Die Hempel Shipping (HS), früher RS Forschungs Shipping GmbH, wurde 1995 gegründet. Sie hat ihren Sitz in Bremen und betrieb 2014 vier Forschungsschiffe.
Reederei J.F.W. Iken 6 Co.
Gegründet 1831 von Senator Justin Friedrich Wilhelm Iken (1785–1866), im 19. Jahrhundert zeitweise zweitgrößte Bremer Reederei, geleitet von Engelbert Klugkist
Ister Reederei
Die Ister Reederei wurde 1956 gemeinsam von der VÖEST und der Schlüssel Reederei gegründet und setzte ihre Schiffe vor allem im Nordatlantik ein. 1987 wurde die Reederei zur Gänze von der Schlüssel Reederei übernommen.
Reederei F. Laeisz
Die Hamburger Reederei F. Laeisz (FL) ist seit 1996 in Bremerhaven als Tochterunternehmen ansässig. 1825 gründete Ferdinand Laeisz eine Handelsfirma in Hamburg und ab 1839 bis in das 20. Jahrhundert hatte die Reederei 86 Segelschiffe, die Flying P-Liner. Heute betreibt die Reederei Containerschiffe, Massengut-, Gas- und Car Carrier mit über 2 Mio. tdw. In Bremerhaven werden sechs Forschungsschiffe, darunter die Polarstern, betrieben.
Reederei Johann Lange
Die Reederei Johann Lange, danach Johann Lange Sohn’s Wwe. & Co. von 1642, bestand als Reederei und Handelshaus bis in das 20. Jahrhundert und als Handelsfirma bis nach 1960 (Teha Textilhandel).
Liberty One Shipmanagement
Die Liberty One Shipmanagement GmbH & Co. KG (L), gegründet 2011 in Bremen, bereedert 10 Mehrzweckfrachter (2014).
Lomar Deutschland
Die Lomar Deutschland (Lomar Shipping London von 1976) mit ihrem Sitz in Bremen ist Tochterunternehmen der 2003 gegründeten internationalen Libra Group, London/New York/Peking. Diese bereederte heute (2014) rund 60 Schiffe als Massengutfrachter, Containerschiffe, Kühlcontainerschiffe, Offshore-Schiffe, LPG-Flüssiggastanker sowie Produkten- und Chemikalientanker.
Melchers & Co.
1806 von Carl Focke und Carl Melchers gegründetes Handelskontor, das im 19. Jahrhundert als Reederei auftrat.
Merkur GmbH, (M), Bremen
Norddeutscher Lloyd
Der Norddeutsche Lloyd (NDL) von 1857 bis 1970 war Bremens größte Reederei, 1907 mit 93 Seedampfern, 51 Küstendampfern, 53 Flussdampfern und mit 900.000 BRT Tonnage die größte deutsche Reederei, sowie 1939 mit 70 Schiffen (darunter die Bremen, Europa und Columbus) und anderen Kleinfahrzeuge mit zusammen 604.990 BRT sowie 1960/70 mit 47 Seeschiffen und 391.313 BRT. Der NDL fusionierte 1970 mit der Hamburg-Amerikanische Packetfahrt-Actien-Gesellschaft (HAPAG) zur Hapag-Lloyd AG.
Ocean Food
Die Ocean Food in Bremerhaven bestand von 1997 bis 2009 und setzte bis zu einen Trawler als Fabrikschiff in der Hochseefischerei ein.
D. Oltmann
Die von Diedrich Oltmann (O) 1871 in Brake gegründete Schiffsmaklerei war ab 1892 auch in Bremen tätig. Als Reederei wurde von 1954 bis 1991 der Transocean Passagierdienst, später Transocean Tours, und zwischen 1965 und 1987 ein Seebäderdienst mit u. a. der Roland von Bremennach Helgoland betrieben. 1969 kam der erste Frachter. 1989 wurden alle Schiffe verkauft und ab 1992 ein Neuanfang durch Bernd Rogge gewagt. Die Flotte reduzierte sich von 2009 bis 2014 von fünf auf zwei Containerschiffe.
Reederei H. Parchmann & Co.
bestand nur von 1956 bis um 1962 mit bis zu neun Schiffen, bis Helmut Parchmann Konkurs anmelden musste.
Plantours & Partner
Die Plantours & Partner hat ein Kreuzfahrtschiff.
Reederei J.C. Pflüger & Co, Bremen
Reeder war u. a. Carl Friedrich Pflüger. Die Reederei aus dem 19. Jahrhundert war auch in San Francisco ansässig. Sie war mit dem Kaufmann und Reeder Hinrich Hackfeld und seiner Frau Marie Hackfeld-Pflüger verbunden. Die Flagge zeigte das rote Hanseatenkreuz in weißen Feld mit oberen und unteren roten Streifen.
Reederei Rabien & Stadtlander
1871 als Reederei und Schiffsmaklerei gegründet hatte das Unternehmen 1929 den Verlust der Deister mit 22 Toten zu beklagen. Ab 1960 war Helmut Bastian, Besitzer der Reederei Helmut Bastian, geschäftsführender Gesellschafter. Die Reederei betreute 140 eigene und fremde Schiffe. Spezialisiert hat sie sich auf den Transport von Containern, Holz- und Zelluloseprodukten sowie Stahlerzeugnissen.
Reederei Rass
Die Reederei Rass (R) gründete 1961 Kapitän Ludwig Rass. Sie ist in Bramstedt (Hagen im Bremischen) ansässig und im Mitglied im Bremer Rhederverein. Die Flotte umfasste 2014 fünf Containerschiffe mit je 970 TEU.
RF Forschungsschiffahrt
Die RF Forschungsschiffahrt (RF) aus Bremerhaven wurde 1975 gegründet und betrieb 2009 vier Forschungsschiffe.
Rickmers Reederei
Die Rickmers Reederei von 1842, wurde 1834 in Geestemünde als Werft gegründet, ab 1842 wurde sie zur Reederei erweitert. Sie fuhr im Liniendienst nach Ostasien. 1984 wurden die Schiffsaktivitäten in der Rickmers Holding in Hamburg zusammengefasst. Diese Holding hatte 2010 weltweit 113 Schiffe mit 4.648.573 tdw / 349.657 TEU.
Rigel Schiffahrts GmbH & Co KG (R)
Die Rigel Schiffahrts GmbH betrieb in Bremen eine Niederlassung der Rigel Reederei GmbH in Leer für Chemikalien-/Öltanker. Sie wurde 2018 von der Hamburger Tankreederei Chemikalien Seetransport übernommen.
Roland-Linie Schifffahrts AG, (R), Bremen
Die Roland-Linie bestand von 1905 bis 1926  und sie wurde vom Norddeutschen Lloyd übernommen. 1914 hatte sie 15 Seeschiffen mit 79.632 BRT. Sie befuhr die Westküste Südamerikas und nach 1919 auch das Mittelmeer, die Levante sowie Nord- und Ostsee.
Sander Bereederungsgesellschaft Bremen, Am Wall
Sie bestand bis Mitte der 1980er Jahre und betrieb rund 25 Schiffe. Reedereiflagge war die Bremer Flagge mit den Initialen DS in liegender Raute.
Schlüssel Reederei
Die Schlüssel Reederei in Bremen, gegründet 1950, bereederte (2014) 17 Containerschiffe im Auftrag und unter der Flagge der Hansa Mare Reederei.
Schreiber-Reederei
Die Schreiber-Reederei von 1923 bis 2002 war zunächst eine Binnenschiffreederei, die seit 1926 Hafenrundfahrten durchführte. Bekannte Schiffe waren nach 1949 die Deutschland, die Weserstolz, die ältere Oceana und die Hanseat, mit denen auch die Linienschifffahrt von Bremen nach Bremerhaven betrieben wurde.
Reederei Friedrich Schröder
Die Reederei Friedrich Schröder bestand am Anfang des 19. Jahrhunderts. Sie ließ 1816 das erste von einem deutschen Schiffbauer konstruierte Dampfschiff, Die Weser, bauen.
Reederei W. Schuchmann, (S), Bremerhaven
1884 gründete Wilhelm Schuchmann eine Schiffsmaklerei und Ausrüstungsbetrieb in Geestemünde und erweiterte den Betrieb bald auch zu einer Reederei. 2004 wurde das Unternehmen auf die Bugsier-Reederei verschmolzen.
Senator Lines
Die Senator Lines von 1987 mit Kapitalbeteiligung durch Bremen, kam 1997 durch Mehrheitsbeteiligung zur Hanjin Shipping in Seoul (Südkorea) und wurde 2009 aufgelöst.
Sloman Neptun Schiffahrts AG
Die Sloman Neptun Schiffahrts AG von 1879; 1793 wurde die Sloman-Reederei von Rob. M. Sloman in Hamburg gegründet. 1973 übernahm sie mit Sitz in Bremen die 1873 in Bremen gegründete Neptun-Reederei. Sie betreibt etwa zwanzig Schiffe (Stand 2008), deren wichtigstes Tätigkeitsfeld die Gastankfahrt ist.
Team Ship Management
Die Team Ship Management wurde 2005 in Bremerhaven gegründet und betrieb 2009 sieben Mehrzweckfrachter (Multipurpose).
Franz Tecklenborg Reederei
Die Segelschiff Reederei mit Sitz in Bremen war in der Fracht- und Auswandererschiffahrt tätig. 1896 wurden alle Schiffe verkauft und das Reedereigeschäft eingestellt.
Arnold Thyselius
Die Arnold Thyselius Reederei (AT) war in Bremen beheimatet.
Transocean Kreuzfahrten
Die Transocean Kreuzfahrten von 1954 war im Liniendienst in der Passagierschifffahrt tätig. In den 1980er Jahren war Transocean Tours Agent verschiedener Reedereien und Veranstalter von Seereisen. Seit 1997 fuhr die Astor, seit 2002 die Astoria, von 2006 bis 2008 die Arielle und seit 2008 die Marco Polo für das Unternehmen. 2009 musste das Unternehmen Insolvenz anmelden und ist nunmehr bei der Premicon AG mit einem Kreuzfahrtschiff.
Übersee-Reederei
Die Übersee-Reederei (Ü), 1921 in Geestemünde gegründet, bestand mit max. vier Schiffen bis 1931.
Union-Reederei
Die Union Handels- und Schiffahrtsgesellschaft mbh transportierte vorwiegend Südfrüchte von Mittelamerika nach Bremerhaven und war auch am Handel mit Südfrüchten beteiligt. Sie wurde 1936 durch Gustav Scipio (1872–1949) gegründet. Seit 1993 wurden diese Dienste vorwiegend von Chiquitas weißen Schiffen, der Great White Fleet (GWF) bedient.
Union, Bugsiergesellschaft: siehe oben
Unterweser Reederei
Die Unterweser Reederei AG (URAG) von 1890 wurde als Schleppschifffahrtsgesellschaft Unterweser (SGUW) in Bremen gegründet und 1922 in Unterweser Reederei Aktiengesellschaft umbenannt. 1891 gehörten ihr acht Schlepper, 1912 bereits 29 Schleppdampfer und rund 50 Leichter, 1953 über 18 Schlepper, 2004 um die 20 Schlepper und 2013 um 18 Schlepper, zwei Ankerziehschlepper sowie ein Offshore-Versorger; heutiger Sitz: Bremerhaven.
Vinnen – Reederei
Die F. A. Vinnen & Co. Reederei (V) von 1819 wurde als Firma E. C. Schramm & Co. gegründet. Sie ist die älteste bestehende Reederei Bremens. Hauptsächlich wurde anfänglich der Transport von Tabak betrieben. 1909 übernahm Adolf Vinnen die Reederei und benannte sie 1911 in F. A. Vinnen & Co. um. Die Segelschiffflotte wurde durch Übernahme der Hamburger Reederei Alster mit acht Viermastbarken ausgebaut. Nach 1945 begann sie mit der Trampfahrt und war in den 1970er Jahren im Liniendienst nach Westafrika tätig. Sie bereedert heute elf Containerschiffe von 1000 bis 2800 TEU.
Visurgis AG
Die  Visurgis AG bestand als Kaufmannsreederei Gildemeister & Ries seit 1825 und wurde 1897 als AG vom Stammhaus ausgegliedert. Sie war in der Trampschifffahrt aktiv und bestand bis 1921. Die 1921 gegründete Dampfschiffahrtsgesellschaft „Visurgis“ AG übernahm 1922 das Liquidationsvermögen.
Wätjen – Reederei
Die D. H. Wätjen und Co. von 1821 bis 1919, war die weltweit größte private Segelschiffsreederei. Um 1858 verfügte sie über 18 Segelschiffe mit 14.200 BRT. Transportiert wurden u. a. Baumwolle und Petroleum. Sie war 1896 an der Gründung der Werft Bremer Vulkan Schiffbau und Maschinenfabrik in Vegesack beteiligt.
Weserfähre Bremerhaven–Nordenham
Die Weserfähre Bremerhaven–Nordenham bedient seit 1910 eine Fährverbindung von Bremerhaven nach Nordenham – Blexen. Die beiden Schiffe sind je für 300 Personen und etwa 150 Meter Fahrzeuge ausgelegt. Betreiber der Fähre ist die Weser-Schiffahrtsgesellschaft m.b.H. von 1910 mit Standort Nordenham.
Westbank Seefischerei
Die Westbank Seefischerei GmbH aus Bremerhaven besaß 1996 ein Fabrikschiff.
XSM Cross Ship Management
Die XSM Cross Ship Management GmbH, Bremen, hat zwei Containerschiffe.
Reederei Horst Zeppenfeld
Die Reederei Horst Zeppenfeld (Z) aus Elsfleth wurde 1971 gegründet und betrieb um 2000 zehn Schiffe und 2014 ein Containerschiff. Sie ist Mitglied im Bremer Rhederverein.

## Bekannte Reeder waren oder sind
Alphabetisch geordnet
- Johann Achelis (1799–1869), der 1832 einen eigenen Schoner bereederte.
- Oltmann Johann Dietrich Ahlers (1848–1910), von 1881 bis 1910 bei der DDG „Hansa“.
- Richard Bertram (1904–1979), ab 1937 Vorstandsmitglied und ab 1942 Vorstandsvorsitzender des NDL.
- Johann Dietrich Bischoff gründete 1859 seine Reederei.
- Friedrich Bischoff (1861–1920) führte die Reederei Bischoff bis 1899.
- Carl Dietrich Büttner (I) (1831–1913), führte die Carl Büttner Reederei von 1879 bis 1905
- Carl Dietrich Büttner (II) (1897–1970), führte die Carl Büttner Reederei von 1933 bis 1970
- Carl-Habbo Büttner (1929–2020), führte die Carl Büttner Reederei von 1970 bis 2001
- Friedrich Busse (1835–1898) war Fischgroßhändler in Geestemünde, aber auch Reeder für Fischereifahrzeuge.
- Carl Philipp Cassel (1742 oder 1744–1807) war Kapitän, Kaufmann und seit 1777 Reeder und gilt als Pionier des Bremer Ostasien-Handels.
- Eduard Crüsemann (1826–1869), Gründer und 1857–1869 erster Direktor des NDL.
- Otto Dettmers (1892–1986), ab 1938 Vorstandsmitglied, 1940 bis 1942 Generaldirektor des NDL
- Rudolph Firle (1881–1969), 1933 bis 1944 Generaldirektor des NDL
- August Wilhelm Gildemeister (1791–1866), 1825 Gründer der Kaufmannsreederei Gildemeister & Ries
- Ernst Glässel (1878–1950), 1926 Stellvertreter im Lloyd-Vorstand, 1931–1932 Vorstand vom NDL
- Joseph Arnold Hachez (1828–1901) in Reederei D. H. Wätjen
- Peter Harren, 1989 Gründer der Reedereigruppe Harren & Partner
- Emil Hartmann (1927–2007) war 1998 Gründer der German Tanker Shipping (GT).
- Philipp Heineken (1860–1947); 1909–1920 Generaldirektor, 1920–1933 Aufsichtsratsvorsitzender des NDL.
- Hermann Helms (1868–1942), von 1881 bis 1942 bei der DDG „Hansa“.
- Hermann Helms (Reeder, 1898), von 1922 bis 1969 bei der DDG „Hansa“.
- Hermann Helms (Reeder, 1928), von 1958 bis 1980 bei der DDG „Hansa“.
- Johannes Kulenkampff, ab 1932 Vorstandsmitglied, von 1942 bis 1968 Vorstand des NDL
- Johann Lange (1775–1844) war hauptsächlich Schiffbauer mit einer Werft von 1805 in Vegesack, aber auch später Reeder im Auswanderergeschäft mit vier Segelschiffen.
- Alfred Lohmann (1870–1919), Großkaufmann und einer der Gründer der Deutschen Ozean-Reederei (DOR)
- Johann Georg Lohmann (1830–1892), 1877–1892 Direktor des NDL
- Hermann Henrich Meier (1809–1898), Gründer und 1857–1888 erster Aufsichtsratsvorsitzender des NDL
- Ernst Meier-Hedde (1913–1994), Schlüssel Reederei in Bremen
- Jens Meier-Hedde (1942–2019), Schlüssel Reederei, Hansa Mare Reederei
- Carl Melchers (1781–1854), Handelskontor und Reederei C. Melchers & Co.
- Laurenz Heinrich Carl Melchers (1812–1888), Sohn von Carl Melchers
- Christoph Hellwig Papendieck (1839–1891) Aufsichtsratsvorsitzender der Dampfschifffahrtsgesellschaft „Hansa“
- Andreas Rickmers (1835–1924), Gründer der Rickmers Reederei, führte später das Reisgeschäft.
- Peter Rickmers (1838–1902), Gründer der Rickmers Reederei, führte in der Firmengruppe vorwiegend die Reederei und die Werft in Bremerhaven.
- Rickmer Clasen Rickmers (1807–1886), 1834 Werft- und 1866 Reedereigründer
- Wilhelm Rickmers (Willy) (1844–1891), Gründer der Rickmers Reederei, führte später die Rickmers Reismühlen.
- Wilhelm Anton Riedemann (1832–1920), Pionier der Tankschifffahrt; als Spediteur am Ölgeschäft gründete er eine Reederei in Geestemünde, die das Vollschiff Andromeda bei Joh. C. Tecklenborg 1885 zum ersten Tanksegler umbauen ließ.
- Karl-Heinz Sager (1931–2011), ab 1969 Vorstandsmitglied beim Norddeutschen Lloyd, bei Hapag-Lloyd und bei der Senator Lines.
- Otto Wilhelm August Schreiber (1884–1967) gründete 1923 seine Reederei, die u. a. Hafenrundfahrten durchführte.
- Friedrich Schröder (1775–1835), ließ das erste von einem deutschen Schiffbauer konstruierte Dampfschiff, Die Weser, bauen.
- Wilhelm Schuchmann (1858–1943) gründete 1884 seine Schiffsmaklerei und Ausrüstungsbetrieb in Geestemünde. 1926 übernahm er und seine Familie die Aktienmehrheit der heutigen Bugsier-, Reederei- und Bergungsgesellschaft in Hamburg, die in Bremerhaven und Hamburg als Bugsier im Schlepper-, Bergung- und Offshore- Betrieb tätig ist.
- Gustav Scipio (1872–1949) gründete 1902 die Fruchthandel Gesellschaft Bremen und 1936 die Union-Reederei, die bis in die 1990er Jahre bestand.
- Franz Stickan (1887–1953), von 1925 bis 1953 Direktor der D. G. „Neptun“
- Carl Joachim Stimming (1876–1931), 1921–1931 Generaldirektor des NDL
- Niels Stolberg (* 1960), Gründer der Beluga Shipping GmbH (1995–2011, Insolvenz); 2018 wegen  Untreue, Bilanzfälschung und Kreditbetrug verurteilt.
- Franz Tecklenborg (1807–1886), Gründer der Joh. C. Tecklenborg Werft und Reeder in Bremen
- Adolf Vinnen (1868–1926) übernahm 1909 von seinem Vater die Reederei.
- Christian Heinrich Wätjen (1813–1887) war von 1837 bis 1887 bei der Reederei D. H. Wätjen und Co.
- Diedrich Heinrich Wätjen (1785–1858) war von 1821 bis 1858 bei der Reederei D. H. Wätjen und Co.
- Heinrich Wiegand (Reeder) (1855–1909), 1889 Konsulent, 1892 bis 1899 Direktor und 1899 bis 1909 Generaldirektor des NDL
- Friedrich Wilhelm Wencke (1806–1859), Schiffbauunternehmer und Reeder in Bremerhaven
- Bernd-Artin Wessels (* 1941), Union Reederei, Gesellschafter der Scipio GmbH & Co. KG und Vorstandsvorsitzender der Atlanta AG.

## Straßen
In Bremen und Bremerhaven wurden viele Straßen nach Reedern oder Kapitänen bezeichnet, unter anderem
- in Bremen
  - Ahrensstraße in Woltmershausen nach Kommodore  Adolf Ahrens
  - Admiral-Brommy-Weg in St. Magnus
  - die Crüsemannallee in Schwachhausen am Bürgerpark
  - die Hermann-Helms-Straße in Obervieland
  - die Johann-Lange-Straße in Aumund
  - Kommodore-Johnsen-Boulevard in der Überseestadt
  - Kommodore-Ziegenbein-Allee in der Überseestadt
  - die Konsul-Cassel-Straße in Horn-Lehe, Ortsteil Lehesterdeich
  - die Lohmannstraße in Findorff
  - die H.-H.-Meier-Allee in Schwachhausen
  - die Reeder-Bischoff-Straße in Vegesack
  - die Reederstraße im Ostersteintorviertel
  - die Riedemannstraße im GVZ/Neustädter Häfen
  - die Friedrich-Schröder-Straße in Vegesack
  - die Heinrich-Wiegand-Straße im GVZ/Neustädter Häfen

- in Bremerhaven
  - die Bussestraße in Geestemünde
  - die Lohmannstraße zwischen der Wiegand- und H.-H.-Meyer-Straße beim Kaiserhafen I
  - die H.-H.-Meyer-Straße beim Kaiserhafen I
  - der Lohmann-Deich nördlich vom Zoo am Meer
  - die Rickmersstraße in Bremerhaven-Lehe
  - die Wiegandstraße beim Kaiserhafen I

## Bremer Rhederverein
Der Bremer Rhederverein wurde 1884 auf Initiative der Handelskammer Bremen als „Verein der Rheder des Unterwesergebietes“ von Reedern aus Bremen und dem Unterweserraum gegründet und trägt seit 1918 seinen heutigen Namen. Reeder Hermann Henrich Meier vom NDL war der erste Vereinsvorsitzende. Zu den Gründungsmitgliedern gehörten neben Meier u. a. der Tankreeder Wilhelm Anton Riedemann, Reeder Christoph Hellwig Papendieck von der „Hansa“, Johann Diedrich Bischoff, Johann Hermann Niemann von der „Neptun“, Johann Friedrich Wessels und Victor Marcus, Syndikus der Handelskammer, später Bremer Bürgermeister.
1907 wurde der Zentralverein Deutscher Rheder, später Verband Deutscher Reeder als Zusammenschluss älterer lokaler Reedervereinigungen gegründet.
1984, 100 Jahre nach der Gründung, hatte der Bremer Rhederverein 22 Mitglieder und 2014 waren es 25 Reeder.

## Weblink
- Bremer Rhederverein